# Groupe québécois pour la modernisation de la norme du français
 (juillet 2021).
Si vous disposez d'ouvrages ou d'articles de référence ou si vous connaissez des sites web de qualité traitant du thème abordé ici, merci de compléter l'article en donnant les références utiles à sa vérifiabilité et en les liant à la section « Notes et références ».
Le Groupe québécois pour la modernisation de la norme du français (GQMNF) est un organisme sans but lucratif qui a pour objectif de diffuser au sein de la population les changements dans la norme du français approuvés par des instances francophones compétentes.
Fondé en janvier 2004 par Chantal Contant, Annie Desnoyers et Karine Pouliot, il s'occupe principalement de faire connaitre les changements apportés à l'orthographe du français.
Le GQMNF diffuse gratuitement l'information sur la nouvelle norme orthographique moderne découlant des rectifications orthographiques du français en 1990, appelée couramment la nouvelle orthographe. Le GQMNF est membre du Réseau international pour la nouvelle orthographe du français (RENOUVO).
Ses autres champs d'intérêt relatifs à la modernisation du français normatif sont la rédaction non sexiste et le lexique. Le GQMNF comprend plus de 2000 membres.

## Sites de référence
Site complet : www.gqmnf.org
Accès direct aux informations sur la nouvelle orthographe : www.nouvelleorthographe.info